# Johannes Nolte
Johannes Nolte, auch Johann Nolte (* 23. Februar 1636 in Braunschweig; † 24. Januar 1714 oder 6. November 1724 in Timmerlah) war ein deutscher lutherischer Geistlicher und Lyriker.

## Leben
Johannes Nolte wurde 1636 als Sohn eines Braunschweiger Leinewebers geboren. Nach dem Schulbesuch in Braunschweig und Hildesheim studierte er in Helmstedt und Jena. Anschließend war er als Konrektor an der Aegidienschule in Braunschweig tätig, ab 1664 als Pastor in Timmerlah. Nolte schrieb Gedichte in deutscher, lateinischer und griechischer Sprache, von denen einige in Druck gingen. Er wurde vom Dichter Johann Rist zum Poeten gekrönt, in dessen literarischem Elbschwanenorden er unter dem Ordensnamen Olorinus Mitglied war.
Johannes Nolte war der Stammvater mehrerer bekannter Persönlichkeiten, darunter sein Sohn Paul Martin Nolte sowie seine Enkel Johann Friedrich Nolte und Rudolf August Nolte.